# Duché de Saxe-Cobourg
1596–1633
1675–1735
Entités précédentes :
- Duché de Saxe-Cobourg-Eisenach

Entités suivantes :
- Duché de Saxe-Cobourg-Saalfeld

Le duché de Saxe-Cobourg (en allemand : Herzogtum Sachsen-Coburg) fut un État du Saint-Empire romain, l'un des duchés saxons en Thuringe gouvernés par la branche ernestine des Wettin. Formée sous le règne du duc Jean-Casimir, il n'exista que pendant deux brèves périodes de 1596 à 1633 et à nouveau de 1675 à 1735. Sa capitale était Cobourg. 

## Histoire
Les domaines de Cobourg (Pflege Coburg) en Franconie appartenaient au patrimoine de la comtesse Catherine de Henneberg qui en 1346 épousa Frédéric le Sévère, issu de la maison de Wettin, fils du margrave Frédéric II de Misnie. Depuis 1485, le terrain, conjointement avec la plupart de l'ancien landgraviat de Thuringe, a été dominé par l'électeur Ernest de Saxe et ses descendants. Dès 1541, Cobourg était la propriété du prince Jean-Ernest, frère cadet de l'électeur Jean-Frédéric Ier de Saxe, qui n'était pas concerné par sa défaite dans la guerre de Smalkalde.

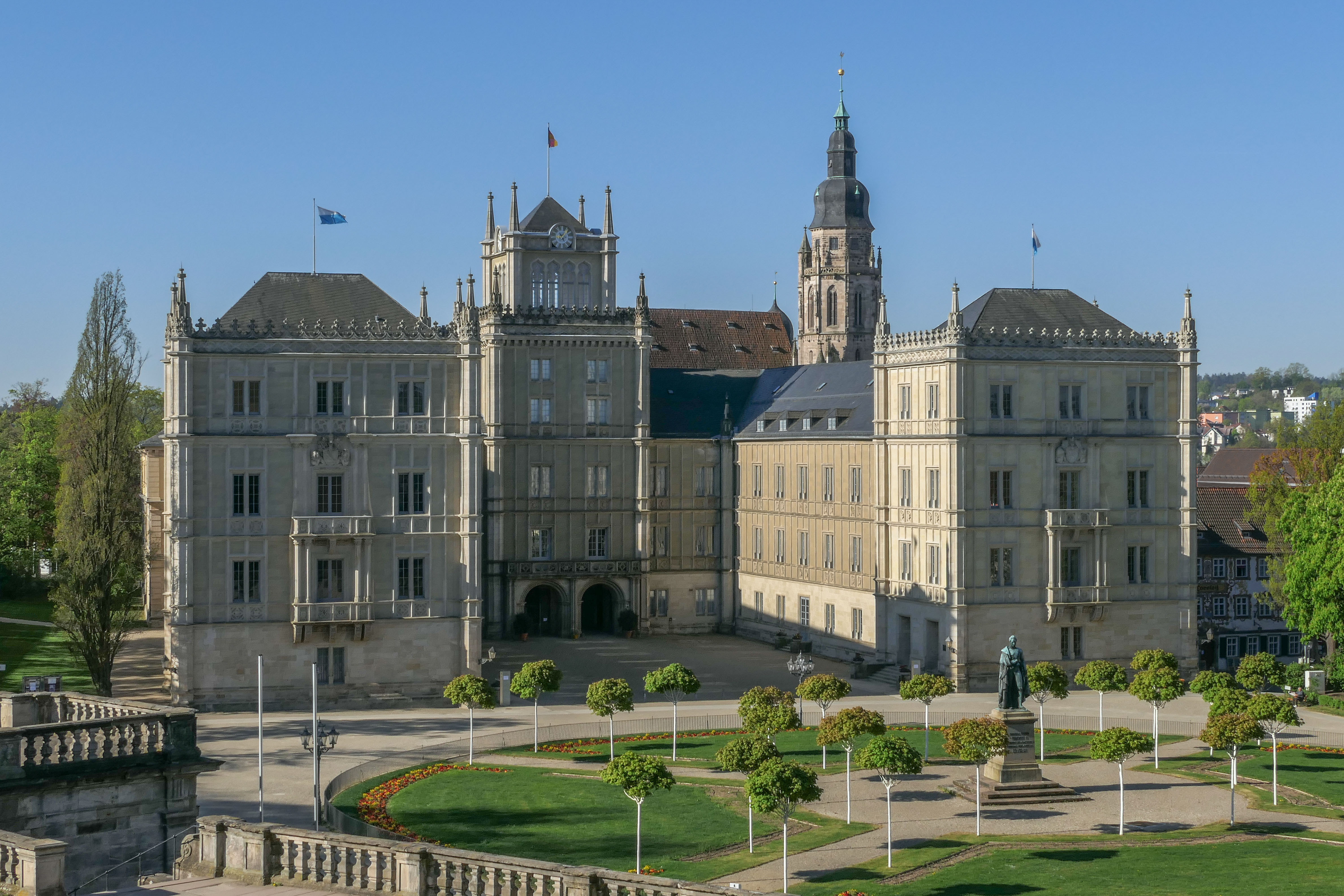
Le palais Ehrenbourg à Coburg.

La Saxe-Cobourg-Eisenach était constituée en duché par le partage d'Erfurt, traité conclu le 6 novembre 1572 en faveur de Jean-Casimir et de Jean-Ernest, petit-fils de Jean-Frédéric Ier, le dernier électeur de Saxe de la branche ernestine des Wettin qui avait perdu la dignité électorale lors de la capitulation de Wittemberg en 1547. L'électeur Auguste Ier de Saxe exerça alors la tutelle à l'égard de ses cousins mineurs jusqu'à sa mort en 1586. Dix ans plus tard, la Saxe-Eisenach fut séparée en faveur du frère cadet Jean-Ernest et Jean-Casimir, l'aîné, est devenu unique souverain de Saxe-Cobourg.
Après la mort de Jean-Casimir, en 1633, son duché échut à son frère, puis, au décès de Jean-Ernest cinq années plus tard, il revint, faute de descendants, à la ligne cadette et fut incorporée aux biens d'Ernest Ier le Pieux, duc de Saxe-Gotha (1640-1675). Elle passa à son deuxième fils, Albert ; ce dernier n'ayant pas eu d'enfants, la Saxe-Cobourg, longtemps disputée, revint finalement à son dernier frère, Jean-Ernest, prince de Saxe-Saalfeld depuis 1680 ; ainsi se constitua la principauté de Saxe-Cobourg-Saalfeld (1714).